# Municipio de Douglass (Míchigan)
El municipio de Douglass (en inglés: Douglass Township) es un municipio ubicado en el condado de Montcalm en el estado estadounidense de Míchigan. En el año 2010 tenía una población de 2180 habitantes y una densidad poblacional de 23,61 personas por km².

## Geografía
El municipio de Douglass se encuentra ubicado en las coordenadas 43°20′33″N 85°8′58″O / 43.34250, -85.14944. Según la Oficina del Censo de los Estados Unidos, el municipio tiene una superficie total de 92.33 km², de la cual 89,97 km² corresponden a tierra firme y (2,55 %) 2,35 km² es agua.

## Demografía
Según el censo de 2010, había 2180 personas residiendo en el municipio de Douglass. La densidad de población era de 23,61 hab./km². De los 2180 habitantes, el municipio de Douglass estaba compuesto por el 97,02 % blancos, el 0,32 % eran afroamericanos, el 0,69 % eran amerindios, el 0,28 % eran asiáticos, el 0,73 % eran de otras razas y el 0,96 % eran de una mezcla de razas. Del total de la población el 2,02 % eran hispanos o latinos de cualquier raza.